# Karl-Heinz Horn
Karl-Heinz Horn (* 22. November 1940) ist ein ehemaliger deutscher Fußballer.
Über den FV Hockenheim 08 stieß der Flügelstürmer 1961 zum 1. FC Kaiserslautern, mit denen er im darauffolgenden Jahr das DFB-Pokalendspiel gegen Werder Bremen erreichte. Noch im selben Jahr kehrte Horn dem FCK den Rücken und wechselte zum Lokalrivalen VfR Kaiserslautern. Ab 1965 spielte er dann beim SV Waldhof Mannheim in der Regionalliga Süd, wo er drei Jahre später seine aktive Karriere beendete.

## Karrieredaten
- bis 1961        FV Hockenheim 08
- 1961-62         1. FC Kaiserslautern
- 1962-65         VfR Kaiserslautern
- 1965-68         SV Waldhof Mannheim

| Personendaten    | Personendaten            |
| ---------------- | ------------------------ |
| NAME             | Horn, Karl-Heinz         |
| KURZBESCHREIBUNG | deutscher Fußballspieler |
| GEBURTSDATUM     | 22. November 1940        |